# Sylvia González Bolívar
Sylvia González Bolívar ist eine spanische Sängerin, die in Deutschland vor allem durch Musicalrollen und den Charterfolg Liberatio bekannt wurde.

## Werdegang

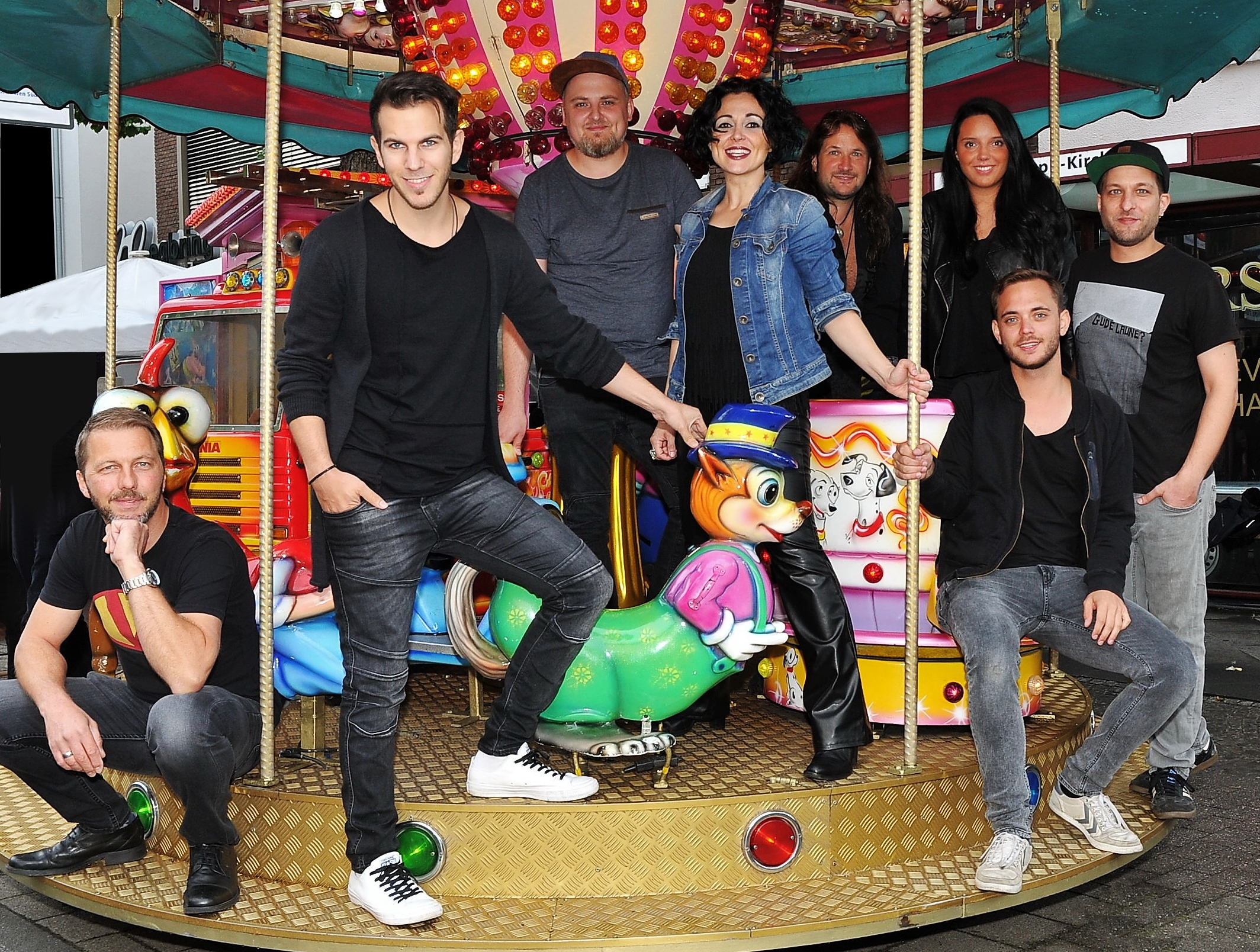
Sylvia González Bolívar mit ihrer aktuellen Band GROOVE Delighters im Juli 2017 in Münster bei einem Auftritt für Antenne Münster.

1991 fing die Karriere von Sylvia González Bolívar mit Gesangs-, Gitarren- und Saxophonunterricht an. 1993 schloss sie sich ersten Bands an. In der Zeit bis 1996 entwickelte die Spanierin ihre Talente weiter. Zwischen 2000 und 2002 spielte Sylvia im Theatro Centro in Oberhausen die Rolle der Bienenkönigin im Maffay-Musical „Tabaluga und Lilli“, dann die Doppelrolle „Kommissar/Tod“ im Musical Falco meets Amadeus. Außerdem arbeitet sie als Backgroundsängerin für nationale wie internationale Künstler, z. B. Phil Collins, Rod Stewart, Marianne Rosenberg oder Uwe Ochsenknecht.
Im Jahre 2002 erschien das Mystic-Album Sanctavia - Voices of Avalon bei BMG, auf dem sie alle weiblichen Stimmen singt. Der Titel „Maneri Fractavortu“ aus diesem Album diente als Untermalung für den Trailer zur Vox-Serie „Merlin“. Im Jahre 2003 strahlte RTL2 die Casting-Show Fame Academy aus, deren Titelsong „Fame“, im Original von Irene Cara interpretiert, von Sylvia González Bolivar gesungen wurde. Ebenfalls 2003 sang sie den Titelsong Liberatio auf dem im gleichen Jahr erschienenen Konzeptalbum Krypteria. Dort singt sie die Rolle der Hauptfigur Lisette. Der Titelsong Liberatio wurde von Sylvia am 25. Oktober 2003 in der ARD-Samstagabendsendung Pisa-Der Ländertest von Jörg Pilawa vor acht Millionen Zuschauern live uraufgeführt. Im gleichen Jahr gründete sie mit deutschen Musikern, u. a. Martin Engelien und Roland Peil, ihre Akustikband more morena. 
Nachdem im Dezember 2004 das Lied Liberatio von RTL zum Spendensong im Rahmen der Tsunami-Hilfe ausgewählt worden war, erschien am 10. Januar 2005 die dazugehörige Benefizsingle, die Platz 3 der deutschen Charts und für mehr als 150.000 verkaufte Einheiten Gold-Status erreichte. Top-Platzierungen in den Hitparaden gab es auch in Österreich (Platz 5) und in der Schweiz (Platz 20). Sämtliche ihr zustehenden Einnahmen spendete Sylvia González Bolívar den Opfern der Flutkatastrophe.
Nach vielen Band- und Musikprojekten 2005/2006 spielte Sylvia Gonzalez Bolivar im Dezember 2006 wieder in einer Musicalinszenierung mit, in „Szenario - Das Musical-Varieté“ in Darmstadt. Im Dezember 2008 veröffentlichte die Sängerin ihre erste Solo-CD Go My Way, die sie im Jahre 2009 u. a. auf der Palm Expo in Peking/China, eine der größten Musikmessen der Welt, vorstellte.
Seit 2010 arbeitet Sylvia Gonzalez Bolivar hauptsächlich im Show- und Eventbereich als Sängerin. Im Jahre 2017 gründete sie zudem ihre Eventband GROOVE Delighters, bei der sie mit anderen Künstlern und Musikern zusammenarbeitet.